# Gonzalo de Céspedes y Meneses
Gonzalo de Céspedes y Meneses (Talavera de la Reina, 1585-27 de enero de 1638) fue un escritor e historiador español.

## Biografía
Aunque siempre se proclamaba madrileño por orgullo, mentira que creyeron casi todos sus contemporáneos, entre ellos Juan Pérez de Montalbán, quien lo puso en una lista de ingenios naturales de Madrid que sirvió para perpetuar el error, está perfectamente documentado por el hispanista Yves-René Fonquerne que, al igual que todos sus hermanos, nació en Talavera de la Reina y fue bautizado en su parroquia de San Salvador el 7 de abril de 1585. Además, en su obra aparecen referencias abundantes y siempre elogiosas a Talavera, donde se hace nacer a uno de sus personajes, el soldado Píndaro; otro de ellos, Gerardo, vivió de muy joven en esa ciudad castellana. Sus padres fueron Leonardo de Céspedes, maestro de niños y escribano de la Cofradía del Santísimo Sacramento de Talavera, y María de Paredes y Meneses, quienes llegaron a Talavera en 1578 y se marcharon a Madrid en 1602 o 1603. 
La familia era pobre a causa de los diez hijos que alcanzó a tener; el hermano mayor, Sebastián, obtuvo el título de bachiller en 1602 y fue alcalde de Las Alpujarras y autor de un opúsculo sobre la defensa del lugar contra los turcos y algunas poesías nada vulgares. Es de suponer que ambos estudiaran las primeras letras con su padre y luego en el grupo de pobres que admitía el colegio de jesuitas que había en Talavera, como aparece en la, en parte autobiográfica, Varia fortuna del soldado Píndaro. Sea como fuere, Céspedes adquirió, a la par que su hermano, unos no desdeñables conocimientos de los que, por ejemplo, hace gala en su panfleto antifrancés, Francia engañada, Francia respondida, similar a otros compuestos por Quevedo, Saavedra Fajardo y otros autores. 
Céspedes anduvo toda su vida asediado por una continua mala suerte: varias obras suyas lo llevaron a la cárcel, al destierro o a malquerencias y disgustos; quizá, como piensa Cotarelo, una aventura amorosa estuvo a punto de hacerlo morir en el cadalso. El español Gerardo le supuso una estancia en prisión; en 1620 está otra vez en la cárcel de Madrid y se le condena a ocho años de galeras, aunque el rey le conmutó la pena por un destierro de diez de la Corte; eso impulsó su marcha a Zaragoza, donde publicó una Historia apologética (1622) sobre la actitud aragonesa en el pleito político movido entre Felipe II y su secretario Antonio Pérez, pero la obra sentó mal al absolutismo castellano y se mandó recoger, con lo que el autor tuvo que refugiarse en Lisboa al verse nuevamente desterrado; así que, en febrero de 1623 se dirigió al municipio de Zaragoza con un memorial en que, tras señalar sus esfuerzos en rebatir los ataques que el reino sufrió por historiadores parciales de esos hechos, escribe:

Yo he escrito, oponiéndome a diversos autores que la manzillaron, la historia apologética de este reyno y çiudad con la verdad y desnudez que pidía su antigua gloria y fidelidad [y con motivo de esa obra se le habían] recrecido persecuciones y trabajos y el perder los favores y arrimos

Por lo que solicitó ayuda económica a cambio de la promesa de escribir sobre ella en una obra nueva sobre «doze çiudades más principales de nuestra España» y elogiar, «sus excellencias y origen en primer lugar», para cuya impresión también pedía fondos. En efecto, se le entregaron 200 libras jaquesas por el primer libro ya impreso y 100 para el segundo. Algunos de los pasajes de su Historia apologética hicieron que la censura austracista centrara su atención en él, viéndose obligado a huir. 
En Lisboa imprimió la primera parte de su Historia de Felipe IV (1631), algo indulgente con el Conde Duque de Olivares, por lo que fue perdonado e incluso se le nombró cronista del rey. Vuelto a la Corte, se casó con María de Escobar, ingresó en la Orden Tercera y compuso el panfleto contra Richelieu Francia engañada, Francia respondida, que se publicó en Burdeos, 1635, bajo el seudónimo de "Gerardo Hispano". 
Murió y fue enterrado en un convento que hubo donde está ahora el Congreso de los Diputados, en la Carrera de San Jerónimo, Madrid.

## Escritos
Aparte de sus ya citadas obras históricas, poseen no poco interés las literarias, en especial sus Historias peregrinas y ejemplares con el origen, fundamentos y excelencias de España, y ciudades adonde sucedieron (Zaragoza, 1623), una colección de seis novelas cortas que narran cada una una aventura amorosa en una ciudad distinta (Zaragoza, Sevilla, Córdoba, Toledo, Lisboa y Madrid) cuya historia comenta y ensalza brevemente al principio de cada una, pues no en vano se consideraba ante todo un historiador. Una de ellas, La constante cordobesa, prefigura el tema del burlador. La segunda parte no llegó nunca a imprimirse, y debía contener otras seis novelas. En Zaragoza acaece El buen celo premiado; es la que contiene el elogio urbano más dilatado, pues ocupa cinco páginas cuando lo normal es que tenga unas tres o cuatro como mucho); El desdén del alameda transcurre en Sevilla; la ya citada La constante cordobesa, que como su nombre indica sucede en Córdoba; Pachecos y Palomeques en Toledo; Sucesos trágicos de don Enrique de Silva en Lisboa; Los dos Mendozas en Madrid. Su tono general es sombrío, por lo que son precursoras de las posteriores narraciones de suspense. La cuidadosa, precisa y realista ambientación lo proclaman discípulo de las Novelas ejemplares de Cervantes; su preferencia por lo misterioso, oscuro y trágico lo acercan a María de Zayas. En estas novelas aparecen, según la hispanista Francisca Caimari,

Conflictos de celos y ausencias y análisis introspectivo de los personajes. Intercala episodios trágicos que describen sangrientas venganzas -novela cortesana-, son obras vitalistas que exaltan el disfrute de todos los placeres. Se combinan de tal manera el honor y la belleza que mantiene atento el interés del lector, que junto a delicadas y sugestivas escenas eróticas y brillantes fiestas, descripciones macabras en las que el autor parece deleitarse. La presencia de las fuerzas del destino y de la muerte domina toda la obra, poniendo un trágico contrapunto al goce del amor. Desliza en sus páginas comentarios éticos y critica de costumbres. Es hábil narrador, imaginativo y variado, cuyo único defecto seria un exceso de artificio y cierto afán cultista
Cf. Francesca Caimari, "Morfosintaxis histórica, siglo XVII. Historias peregrinas y ejemplares", pp. 31-51

Su obra más importante es asimilable, pero no perteneciente al género picaresco: el Poema trágico del español Gerardo y desengaño del amor lascivo (Madrid, entre 1615 y 1618), escrita en la cárcel y que, pese a su título, es obra en prosa, autobiográfica en buena parte; influyó en las Nouvelles de Nicolás Lancelot (París, 1628) y narra el desesperado amor del protagonista por cuatro damas, nada menos: Clara, Jacinta, Nise y Lisis. La obra consta de dos partes, cada una de ellas dividida en tres discursos, y sirvió de inspiración a John Fletcher en su The Spanish Curate y su The Maid of the Mill. En la misma España obtuvo un éxito resonante, que atestiguan sus numerosas reimpresiones; la obra se tradujo casi de inmediato al francés, italiano e inglés. 
Compuso además la Varia fortuna del soldado Píndaro (1626), una barroca mixtura de novela picaresca y bizantina o de aventuras que quedó inacabada, en la que se intercalan además novelas cortesanas, bajo una arquitectura aparente de ficticia autobiografía de soldado como algunas que hay en su época. Algunas de sus tremendistas aventuras son poco creíbles, al modo de las famosas rodomontadas o fanfarronadas militares de que hacían gala los soldados españoles.